# Сен-Жюльен (Кот-д’Ор)

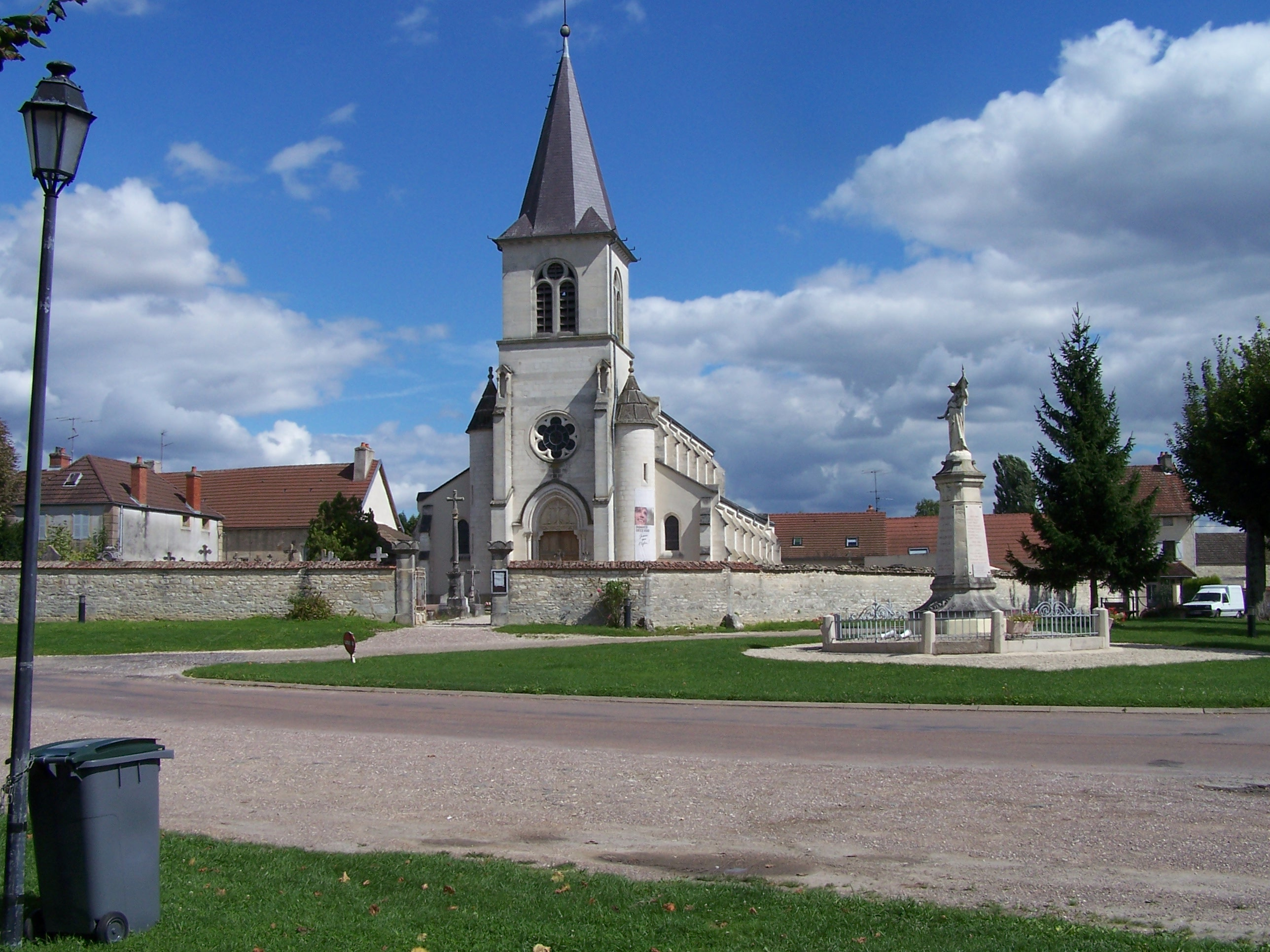
Церковь Сен-Жюльен в 2010 году

Сен-Жюлье́н (фр. Saint-Julien) — коммуна во Франции, находится в регионе Бургундия. Департамент коммуны — Кот-д’Ор. Входит в состав кантона Дижон 1-й кантон. Округ коммуны — Дижон.
Код INSEE коммуны — 21555.

## Население
Население коммуны на 2010 год составляло 1453 человека.
| 1962 | 1968 | 1975 | 1982 | 1990 | 1999 | 2010 | 2012 |
| ---- | ---- | ---- | ---- | ---- | ---- | ---- | ---- |
| 450  | 519  | 731  | 1124 | 1221 | 1216 | 1453 | 1466 |

## Экономика
В 2010 году среди 926 человек трудоспособного возраста (15—64 лет) 684 были экономически активными, 242 — неактивными (показатель активности — 73,9 %, в 1999 году было 74,6 %). Из 684 активных жителей работали 645 человек (342 мужчины и 303 женщины), безработных было 39 (20 мужчин и 19 женщин). Среди 242 неактивных 89 человек были учениками или студентами, 113 — пенсионерами, 40 были неактивными по другим причинам.